# Des roses et des orties
Albums de Francis Cabrel
L'Essentiel 1977-2007
(2007) La Tournée des roses et des orties
(2009)
Singles
1. La Robe et l'Échelle
Sortie : 2008
2. Le Chêne liège
Sortie : 2008

Des roses et des orties est le onzième album studio de Francis Cabrel. Il est sorti le 31 mars 2008 sur le label Columbia et a été produit par Michel Françoise et Francis Cabrel.

## Historique
L'album reprend sur cet album trois classiques : Mama Don't de J.J. Cale (Madame n'aime pas), Born on the Bayou de Creedence Clearwater Revival (Né dans le bayou) et She Belongs to Me de Bob Dylan (Elle m'appartient (C'est une artiste) ).
Une édition limitée, sous la forme d'un double vinyle, est sortie simultanément. La répartition des titres est légèrement différente, avec un 33 tours comprenant les dix titres originaux, et un maxi 45 tours sur lequel on trouve les trois reprises.
La fille de Francis Cabrel, Aurélie, participe dans le morceau Des gens formidables, chanson traitant du travail des musiciens et autres paroliers. Il a récemment déclaré dans une interview que sa fille aimerait elle-même commencer une carrière musicale.
L'album fut le disque le plus vendu de 2008 en France. Il fut certifié triple disque de platine avec plus de 600 000 exemplaires vendus.

## Liste des titres
- Tous les titres sont signés par Francis Cabrel sauf indications.

| No  | Titre                                                                     | Auteur                                     | Durée |
| --- | ------------------------------------------------------------------------- | ------------------------------------------ | ----- |
| 1.  | La Robe et l'Échelle                                                      |                                            | 3:45  |
| 2.  | Les Cardinaux en costume                                                  |                                            | 4:40  |
| 3.  | Le Chêne liège                                                            |                                            | 3:26  |
| 4.  | Le Cygne blanc                                                            |                                            | 4:23  |
| 5.  | Des hommes pareils                                                        |                                            | 5:21  |
| 6.  | Mademoiselle l'aventure                                                   |                                            | 4:29  |
| 7.  | Des roses et des orties                                                   |                                            | 3:41  |
| 8.  | Né dans le bayou (titre original: Born on the Bayou)                      | John Fogerty / Francis Cabrel (adaptation) | 3:46  |
| 9.  | African Tour                                                              |                                            | 4:40  |
| 10. | Madame n'aime pas (titre original: Mama Don't)                            | JJ Cale / Francis Cabrel (adaptation)      | 3:32  |
| 11. | Des gens formidables                                                      |                                            | 4:50  |
| 12. | L'Ombre au tableau                                                        |                                            | 4:07  |
| 13. | Elle m'appartient (C'est une artiste) (titre original: She Belongs to Me) | Bob Dylan / Francis Cabrel (adaptation)    | 3:57  |

## Musiciens
- Francis Cabrel: guitare nylon (1), orgue Hammond (1, 7), guitare (3, 7, 8, 9, 11), mandoline (3, 5), clavier (3), guitare acoustique (4, 5), chœurs (5), ukulélé (5, 11, 12), piano (6), dobro (13)
- Denis Benarrosh: batterie (1, 2, 4, 5, 8, 10, 12 & 13), percussions additionnelles (3), percussions (7, 11)
- Bernard Paganotti: basse (1,2, 3, 4, 5, 7, 8, 11 & 13), chœurs (5), contrebasse (10, 12)
- Gérard Bikialo: piano (5, 10, 11)
- Denys Lable: guitares électriques (3, 5 & 8)
- Michel Françoise: guitares (2, 4, 8, 12), percussions (3, 9, dobro (8)
- Serge Lopez: guitare nylon solo (1 & 13)
- Claude Egéa : trompette (1), trompette bouchée (1), bugle (1)
- Arnaud Méthivier: accordéon (2, 8, 10 & 13)
- David Moulié: cor d'harmonie (1)
- Eric Sauviat: guitorgan (5), dobro (5, 7), chœurs (5), guitares (10)
- Jean Perry: solo violoncelle (9)
- Alexandre Léauthaud: accordéon (11 & 12)
- Aurélie Cabrel: chœurs (11)
- Les cordes (titres 7, 9, 11) sont enregistrées au Studio Davout avec Bertrand Lajudie (arrangements), Régis Dupré (chef d'orchestre), Christophe Guiot (1er violon et régisseur)

## Crédits
- Réalisation : Michel Françoise et Francis Cabrel
- Production exécutive : Fabienne Tukenmez
- Enregistré au Studio Ephémère par Sébastien Bramardi et Ludovic Lanen
- Mixé au Studio Plus XXX par James Farber assisté Matthias Froidelond sauf "L'ombre au tableau" mixé par James Farber et Matthias Froidelond, "Elle m'appartient (c'est une artiste)" mixé par Ludovic Lanen
- Éditions : Chandelle Productions sauf "Né dans le bayou" (Jondora Music - USA), "Madame n'aime pas" (Evergreen Copyright Acquisitions LLC), "Elle m'appartient (c'est une artiste)" (Special Rider Music)

## Charts et certifications
| France       | 112 semaines | 1er |
| Belgique (W) | 121 semaines | 1er |
| Belgique (V) | 3 semaines   | 81e |
| Suisse       | 33 semaines  | 3e  |

| Pays     | Certification | Ventes    | Date       |
| -------- | ------------- | --------- | ---------- |
| France   | 3 × Platine   | 600 000 + | 17/12/2008 |
| Belgique | 2 × Platine   | 40 000 +  | 19/06/2009 |
| Suisse   | Platine       | 20 000 +  | 2008       |

### Charts singles
| Date | Single               | Chart        | durée du classement | Position |
| ---- | -------------------- | ------------ | ------------------- | -------- |
| 2008 | La Robe et l'Échelle | (W) Ultratop | 22 semaines         | 2e       |
| 2008 | Le Chêne liège       | (W) Ultratop | 2 semaines          | 31e      |
| 2009 | Des hommes pareils   | (W) Ultratop | 9 semaines          | 22e      |